# Langenenslingen

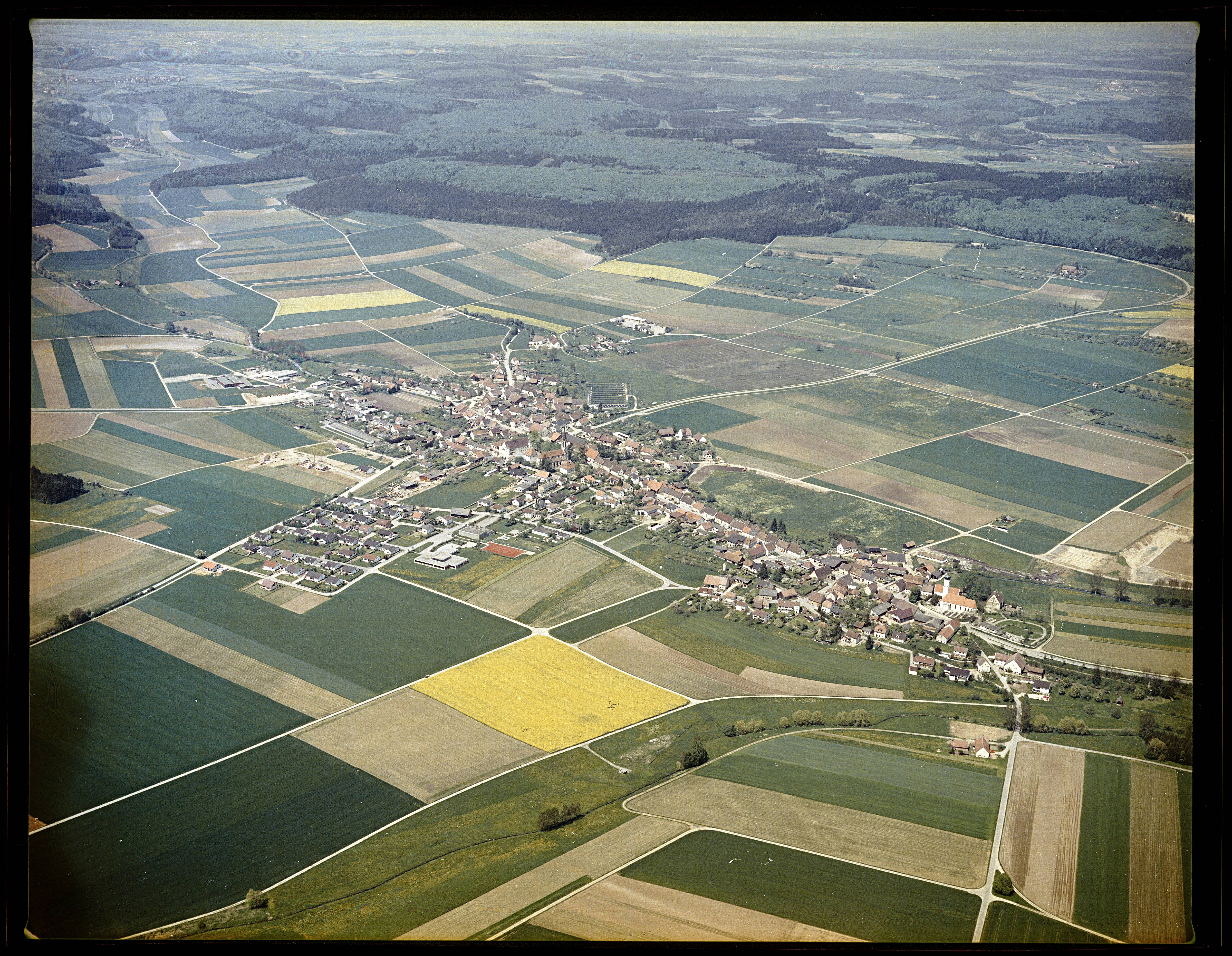
Luftbild von Langenenslingen (1983)

Langenenslingen ist eine Gemeinde im Landkreis Biberach in Baden-Württemberg.

## Geographie

### Geographische Lage
Langenenslingen liegt am Nordrand Oberschwabens im Altmoränenland. Der niedrigstgelegene Punkt befindet sich mit 549 m Höhe am Biberbach bei Andelfingen, der höchstgelegene, der auch der höchste des Landkreises Biberach ist, auf dem Rotreiß mit 800,8 m Höhe. Langenenslingen ist die flächengrößte sowie die waldreichste Gemeinde des Landkreises Biberach.

### Nachbargemeinden
Von Norden beginnend grenzt Langenenslingen an die Gemeinde Pfronstetten und die Gemeinde Zwiefalten, beide im Landkreis Reutlingen, die Stadt Riedlingen und die Gemeinde Altheim im Landkreis Biberach sowie die Stadt Scheer, die Gemeinde Bingen, und die Städte Hettingen und Gammertingen im Landkreis Sigmaringen.

### Schutzgebiete
In Langenenslingen gibt es mit den Gebieten Tannenhalde, Heusteige, Kirchsteige, Sauloch und Warmtal insgesamt fünf Naturschutzgebiete.
Daneben hat Langenenslingen Anteil an den Landschaftsschutzgebieten Riedlinger Alb und Biberbachtal-Holzbachtal. Die Landschaftsschutzgebiete Ödung am Schelmengarten und Weiher nördlich Wilfingen liegen vollständig in der Gemeinde.
Einige Flächen auf der Gemeindefläche gehören zum FFH-Gebiet Glastal, Großer Buchwald und Tautschbuch.

## Geschichte
Langenenslingen wurde erstmals 935 urkundlich erwähnt. Es gehörte ursprünglich zur Grafschaft Veringen, mit der es 1291 an die Habsburger verkauft und damit vorderösterreichisch wurde. Im Jahre 1313 besaß Graf Heinrich von Veringen einen Weingarten zu Langenenslingen.
Die Habsburger verpfändeten Langenenslingen im Laufe des 14. Jahrhunderts mehrfach, an Graf Wolfrad von Veringen, an Burkard von Ellerbach, 1330 an Graf Eberhard von Landau, an Graf Heinrich von Veringen, 1344/1359 an die Grafen Eberhard und Ulrich von Württemberg. 1409 kam der Ort unter Vorbehalt des Kirchensatzes an die Grafen von Werdenberg, die 1399 bereits die Grafschaft Veringen als habsburgisches Lehen bekommen hatten. Seitdem war Langenenslingen Teil der Grafschaft Veringen. Das Kirchenpatronat lag 1369 bei Habsburg, 1409 bei Württemberg und nach 1476 bei Werdenberg. 1535 kam Langenenslingen nach dem Erlöschen der Werdenberger im Mannesstamm als österreichisches Lehen zusammen mit der restlichen Grafschaft Veringen in den Besitz von Karl I. Graf von Hohenzollern. Bis 1805 lag die Landesherrschaft über den Hauptort Langenenslingen bei Österreich.
Nach dem Dreißigjährigen Krieg, Mitte der 1630er Jahre, ereignete sich eine Katastrophe von nahezu apokalyptischer Dimension mit anschließenden Fluchtbewegungen, die in ihren Ausmaßen und Konsequenzen den Vergleich zu den Massenmigrationen des 20. Jahrhunderts keineswegs scheuen muss. Pest, Hunger und Krieg verwandelt die gesamte Gegend in kürzester Zeit in eine weithin entvölkerte und verwüstete Landschaft.
1806 fiel Langenenslingen an das Fürstentum Hohenzollern-Sigmaringen, wo es dem Oberamt Sigmaringen, dem späteren Landkreis Sigmaringen, zugeordnet wurde und damit mit diesem ab 1850 zum preußischen Regierungsbezirk Hohenzollernsche Lande gehörte. Nach dem Zweiten Weltkrieg kam der Ort wie die gesamten hohenzollerischen Lande zur Französischen Besatzungszone und somit zum neugebildeten Land Württemberg-Hohenzollern. Seit 1952 gehörte die Gemarkung zum neu gegründeten Bundesland Baden-Württemberg. Nach der Kreisreform 1973 schloss sich Langenenslingen mit mehreren ehemals zum Landkreis Saulgau gehörenden selbständigen Gemeinden im Landkreis Biberach zusammen.

### Eingemeindungen
- 1. Februar 1972: Egelfingen[5]
- 1. Januar 1975: Andelfingen, Billafingen, Dürrenwaldstetten, Emerfeld, Friedingen, Ittenhausen und Wilflingen[6]

### Ortsteile

#### Andelfingen
Siehe auch: Burg Andelfingen

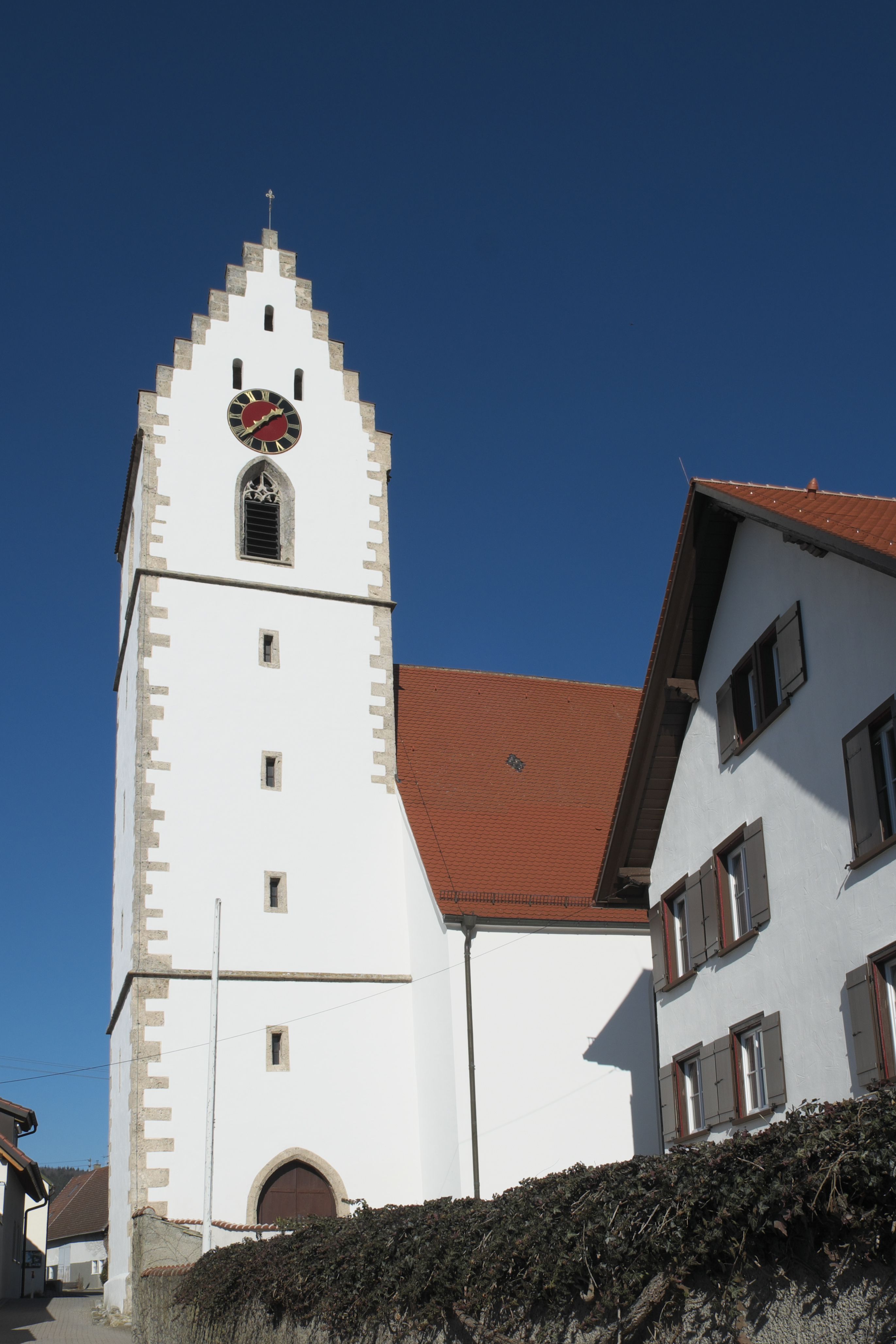
Kirche St. Cyriakus in Andelfingen

Bereits 854 wurde der Ort Antolvinga in Urkunden erwähnt, als dortige Güter vom Kloster St. Gallen an den Bischof von Konstanz abgetreten wurden. Im 13. Jahrhundert kam der Großteil des Ortes durch Kauf und Schenkungen an das Zisterzienserinnenkloster Heiligkreuztal, nach dessen Auflösung 1803 an das Kurfürstentum Württemberg. 1807 kam Andelfingen zum Oberamt Riedlingen und 1938 zum Landkreis Saulgau.
Die katholische Pfarrkirche St. Cyriakus stammt aus dem 14. Jahrhundert; das seltene Patrozinium ist seit 1377 belegt. Ein tiefgreifender Umbau erfolgte vermutlich 1489. Der Turm wurde 1519 erneuert. Das Innere der gotischen Kirche wurde 1760 unter der Heiligkreuztaler Äbtissin Maria Josepha Holzapfel von Herxheim (amtierte von 1723 bis 1761) mit Freskenausmalung und Stuck in Rocailleformen barockisiert. Ihr Wappen befindet sich über dem Chorbogen am Übergang zur Langhausdecke. Eine Renovierung der Kirche erfolgte 1876–1878; aus dieser Zeit stammt das Wandgemälde mit einer Darstellung des hl. Cyriakus an der Wand über dem Hochaltar. Eine weitere umfassende Sanierung der Kirche wurde 2017 abgeschlossen; dabei wurden der komplette Innenraum, die Außenfassaden und das tragende Gebälk renoviert.
Direkt neben der Pfarrkirche befindet sich das historische Pfarrhaus. Nach 20 Jahren Leerstand wurde es vom Land Baden-Württemberg der Kirchengemeinde übereignet und komplett renoviert. An diesem Gebäude befindet sich ein historischer Wappenstein, datiert auf das Jahr 1591. Drei Schilde sind in einer Reihe nebeneinander aufgereiht. Der Schild in der Mitte zeigt den Zisterzienserbalken, der Schild links zeigt das Kreuz von Kloster Heiligkreuztal, und der dritte Schild rechts ist das Wappen der Heiligkreuztaler Äbtissin Elisabeth Ifflinger von Graneck (amtierte von 1569 bis 1602), geviert aus dem Stammwappen der Ifflinger von Graneck und demjenigen der Keller von Schleitheim.

#### Billafingen

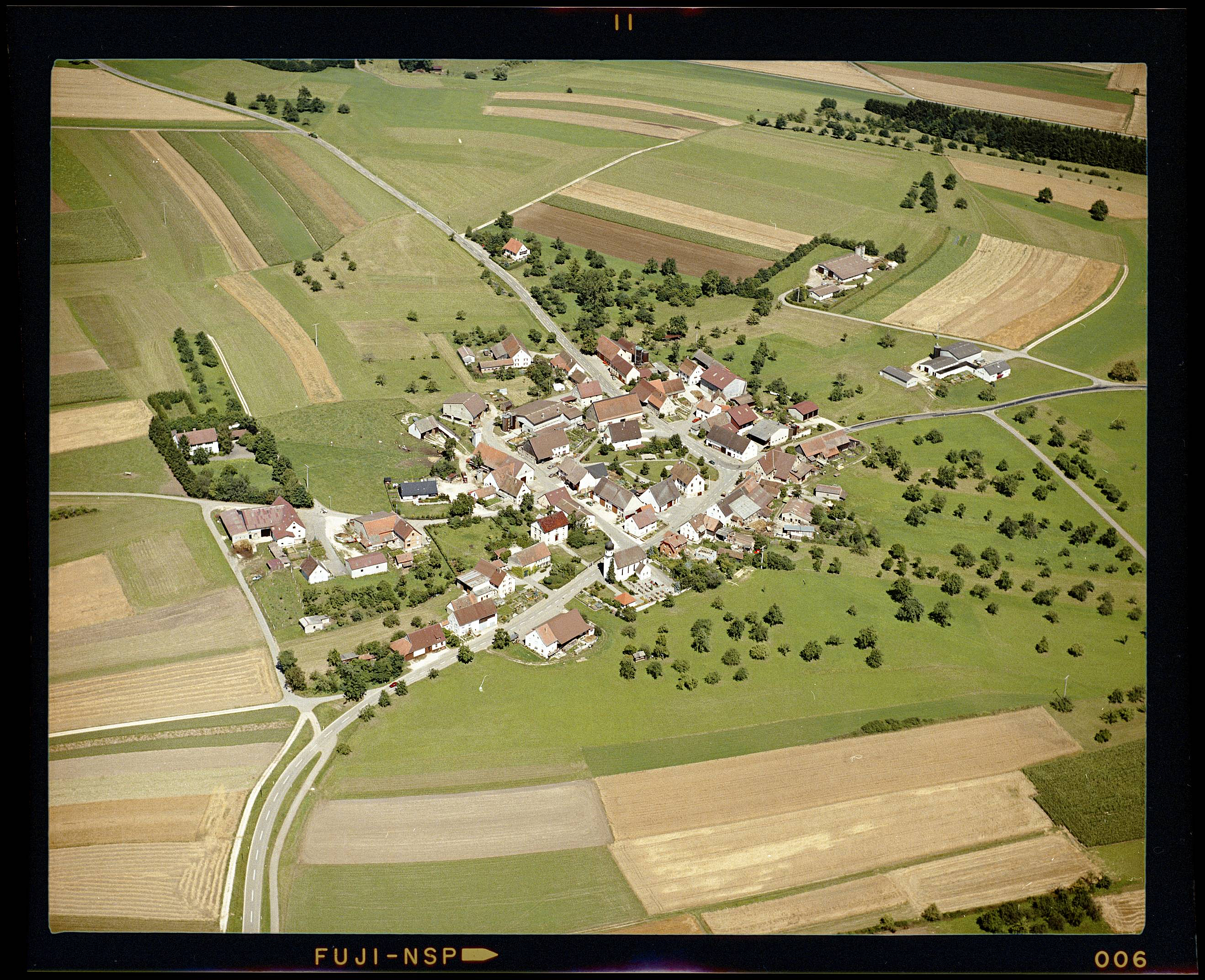
Luftbild von Billafingen (1985)

Alemannische Gräberfunde deuten auf eine Besiedlung schon im 7. Jahrhundert hin. Im 13. Jahrhundert kam der Ort als Pilofingen an die Grafen von Grüningen-Landau, später an Habsburg. Die Habsburger verpfändeten den Ort an Württemberg, das ihn an die Grafen von Werdenberg weitergab. 1535 kam der Ort als österreichisches Lehen an Graf Karl von Zollern. Billafingen gehörte zum Oberamt Sigmaringen und wurde wie Langenenslingen 1850 ein Teil des Königreichs Preußen. Bei der Verwaltungsreform 1925 kam Billafingen zum neuen Landkreis Sigmaringen. Bei der Kreisreform 1973 wurde der Ort, obwohl ehemals hohenzollerisch, dem Landkreis Biberach zugeordnet. 1975 wurde der Ort in Langenenslingen eingemeindet.

#### Dürrenwaldstetten
Dürrenwaldstetten ist ein Dorf auf der Schwäbischen Alb, das seit 1975 zur Gemeinde Langenenslingen gehört. Durch die Lage im Landkreis Biberach bzw. vorher im Landkreis Saulgau ist Dürrenwaldstetten jedoch nach Oberschwaben und Riedlingen orientiert.
Die Ortschaft wurde erstmals 1273 in einer Urkunde des Klosters Heiligkreuztal eindeutig genannt. Die Pfarrei des Ortes Dürrenwaldstetten wurde zwei Jahre später 1275 erstmals in einer Urkunde erwähnt, was auf einen alsbaldigen Kirchen- oder Kapellenbau schließen lässt. Bereits im Jahre 1350 wurde die älteste noch vorhandene Kirchenglocke von Dürrenwaldstetten gegossen (Gewicht: 349 kg).
Die Vogtei Dürrenwaldstetten wurde 1350 von den Brüdern Barthold und Friedrich Kaib dem Älteren an das Kloster Zwiefalten verkauft. Damit war das Kloster aber noch nicht endgültig Ortsherr. Bis ins 15. Jahrhundert wurde Dürrenwaldstetten Walstetten oder Waltstetten geschrieben. Eine weitere, die bislang größte Kirchenglocke von Dürrenwaldstetten, heute noch erhalten, wurde 1471 bei Hans Eger in Reutlingen gegossen. 1564 gingen Pfarrei und Kirchensatz mit Großem und Kleinem Zehnten durch Kauf an das Kloster Zwiefalten. Verkäufer war Philipp Dietrich von Späth.
Der Ort wurde wie viele andere nicht von der Pest verschont. Sie forderte 1611/12 in Dürrenwaldstetten 95 und 1635/36 43 Tote. Dies geht aus Aufzeichnungen im Kirchenbuch hervor. Während des Dreißigjährigen Krieges 1644 wurde Dürrenwaldstetten von den eingefallenen schwedischen Truppen in Mitleidenschaft gezogen.
Nach dem Dreißigjährigen Krieg wurde 1665 ein hölzerner Glockenstuhl im Kirchturm eingebaut, der noch in Benutzung ist. Ein Neubau der Pfarrkirche erfolgte 1781, der Turm blieb allerdings erhalten. Der Maler Januarius Zick aus München gestaltete die Deckengemälde im Auftrag des Klosters Zwiefalten. 1803 wurde das Kloster Zwiefalten säkularisiert und der Klosterbesitz kam zu Württemberg. Die Klosterpfarreien, also auch Dürrenwaldstetten kamen zum Bistum Konstanz. Im Jahre 1809 gelangte Dürrenwaldstetten zum Oberamt Riedlingen und 1938 zum Landkreis Saulgau.
1881 wurde ein neuer Hochaltar anlässlich des 100-jährigen Jubiläums der Pfarrkirche errichtet. Dürrenwaldstetten wurde 1922 an das elektrische Stromnetz der Oberschwäbischen Elektrizitätswerke (OEW, später EVS, heute EnBW) angeschlossen. Im Zuge der Kreisreform wurde 1972 der Landkreis Saulgau aufgelöst, Dürrenwaldstetten kam zum Landkreis Biberach. 1975 wurde die bis dahin selbstständige Gemeinde aufgelöst und der Ort Teil der Gemeinde Langenenslingen. 1999 wurde das Flurbereinigungsverfahren beendet, 2003 die renovierte Pfarrkirche eingeweiht.
Das Dorf war lange Zeit landwirtschaftlich geprägt, in jüngerer Zeit nahm die Bedeutung der Landwirtschaft allerdings sehr stark ab. Es gibt nur noch wenige Höfe im Dorf, von weit über 10 Vollerwerbsbetrieben ist einer übrig geblieben. Fast alle Bewohner sind außerhalb des Dorfes im tertiären bzw. sekundären Sektor beschäftigt.
Seit 1972 findet jährlich am letzten Juli-Wochenende das sogenannte Schwebefest statt, das viele Besucher aus der näheren und weiteren Umgebung anzieht.

#### Egelfingen
Egelfingen gehörte im ausgehenden Mittelalter zur Ritterherrschaft Wilflingen, die Vasallen der Grafen von Veringen waren. 1487 wurde der Ort von den Grafen von Hornstein an Hans Mulflingen zu Sigmaringen verkauft, dessen Erben es samt der Burg Schatzberg an den Schenk von Stauffenberg veräußerten.
Am 23. Juli 1611 wurde Waldburga Millerin aus Egelfingen wegen Hexerei in Veringenstadt enthauptet und anschließend verbrannt. Nur wenige Jahre später, am 1. Juni 1617, wurde Christina Lacherin aus Egelfingen ebenfalls wegen Hexerei enthauptet und verbrannt. Diese soll „den größten Körper und den kleinsten Kopf“ gehabt haben. Im Jahre 1805 fiel Egelfingen an das Kurfürstentum Württemberg und wurde dem Oberamt Riedlingen zugeteilt. Bei der Verwaltungsreform 1938 gelangte der Ort zum Landkreis Saulgau.

#### Emerfeld

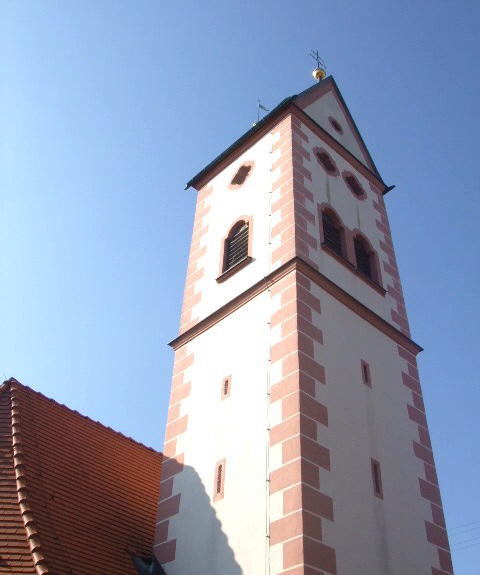
Pfarrkirche St. Pankratius in Emerfeld

Emerfeld gehörte ehemals zur Reichsherrschaft Gundelfingen, später den Fürsten von Fürstenberg. 1133 wurde die Kirche vom Bischof von Konstanz konsekriert. Sie gehörte lange Zeit zum Kloster St. Blasien, danach zum Kloster St. Georgen im Schwarzwald, ehe sie an die Grafen von Helfenstein verkauft wurde. Lange Zeit wurde im Ort Eisenerz abgebaut, das im nahe gelegenen sigmaringischen Laucherthal verhüttet wurde.
Im Jahre 1806 wurden die Territorien der Fürsten von Fürstenberg mediatisiert und Emerfeld gelangte somit zum Königreich Württemberg, wurde 1808 dem Oberamt Riedlingen und 1938 dem Landkreis Saulgau zugeteilt.

#### Friedingen
1278 schenkte Gräfin Sophia von Veringen dem Kloster Heiligkreuztal ein Gut zu Friedingen.
1286 verkaufte Graf Heinrich von Veringen alle seine Besitzungen zu Friedingen mit allen Rechten an das Kloster Kreuztal für 130 Mark Silber.
Friedingen gehörte somit seit dem 13. Jahrhundert durch Kauf und Schenkungen zum Kloster Heiligkreuztal, das 1803 aufgelöst wurde und an Württemberg fiel. 1807 kam Friedingen zum Oberamt Riedlingen und 1938 zum Landkreis Saulgau.

#### Ittenhausen
Ittenhausen gehörte einst den Grafen von Veringen, nach deren Aussterben den Grafen von Rechberg und 1447 für kurze Zeit den Grafen von Württemberg, die es bereits 1465 wieder verkauften. 1564 verkaufte Freiherr von Spät den Flecken an das Kloster Zwiefalten, mit dessen Auflösung 1803 die Gemeinde mit 200 Einwohnern an das Herzogtum, später Königreich Württemberg fiel. Im Jahre 1810 gelangte Ittenhausen zum Oberamt Riedlingen und 1938 zum Landkreis Saulgau.
Auf der Gemarkung von Ittenhausen bei der Flur Rotreiß, in der Nähe des Weilers Pistre, liegt mit 801 Metern die höchste Erhebung des Landkreises.

#### Wilflingen

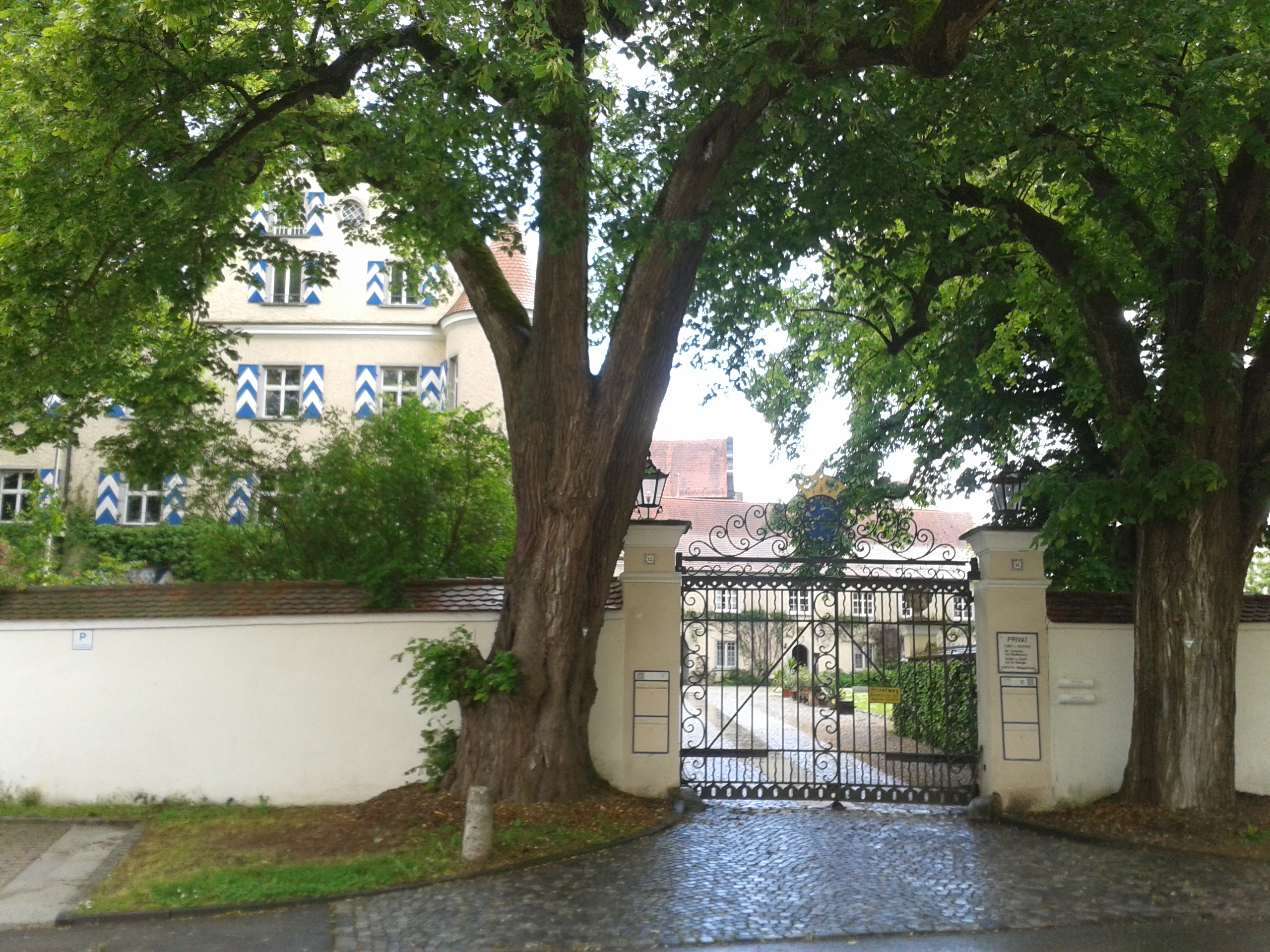
Schloss Wilflingen

Erstmals um 1086 urkundlich erwähnt, gehörte Wilflingen einst den Grafen von Veringen beziehungsweise den Grafen von Grüningen-Landau. Viele der dortigen Güter kamen durch Kauf bzw. Schenkung an das Kloster Heiligkreuztal. 1437 verkauften die Grafen von Hornstein ihr dortiges Schloss und die Orte Groß- und Klein-Wilflingen an den Truchsess Hans von Bichishausen. Durch Heirat mit dessen Tochter gelangte Werner Schenk von Stauffenberg in den Besitz. Im Jahre 1805 fiel Wilflingen an Württemberg und wurde dem Oberamt Riedlingen unterstellt, ehe es 1938 zum Landkreis Saulgau kam.
In Wilflingen hatte der Schriftsteller Ernst Jünger im dortigen Stauffenbergschen Forsthaus seinen Wohnsitz von 1951 bis zu seinem Tode im Jahr 1998.

## Politik

### Gemeinderat
Der Gemeinderat besteht aus derzeit 19 gewählten ehrenamtlichen Mitgliedern, deren Amtszeit fünf Jahre beträgt, sowie dem Bürgermeister als ebenfalls stimmberechtigtem Vorsitzenden. In Langenenslingen wird der Gemeinderat nach dem Verfahren der unechten Teilortswahl gewählt, das den Langenenslinger Ortsteilen jeweils eine bestimmte Anzahl an Vertretern im Gemeinderat garantiert, wodurch sich die Gesamtzahl an Sitzen aber durch Ausgleichsmandate verändern kann. Die letzte Wahl vom 9. Juni 2024 führte zu folgendem Endergebnis:
| Gruppierung     | Stimmenanteil     | ± %p. (2019)      | Sitze             | ± (2019)          |
| --------------- | ----------------- | ----------------- | ----------------- | ----------------- |
| Bürgerliste     | 51,2 %            | −13,9             | 10                | −3                |
| Neue Liste      | 48,8 %            | +13,9             | 9                 | +2                |
| Gesamt          | 100 %             | –                 | 19                | –                 |
| Wahlbeteiligung | 66,9 % (+1,7 %p.) | 66,9 % (+1,7 %p.) | 66,9 % (+1,7 %p.) | 66,9 % (+1,7 %p.) |

Darüber hinaus bestehen in den Ortsteilen Andelfingen, Billafingen, Dürrenwaldstetten, Emerfeld, Friedingen, Ittenhausen und Wilflingen jeweils eigene Ortschaftsräte.

### Bürgermeister
Bürgermeister von Langenenslingen ist Andreas Schneider. Er konnte die Wahl im März 2015 im ersten Wahlgang für sich entscheiden und ist seit dem 15. Mai 2015 im Amt. Am 5. März 2023 wurde er mit 93,1 Prozent der Stimmen für eine zweite Amtszeit wiedergewählt.
Frühere Bürgermeister:
- Anton Waldner (1842–1921)[20]
- Moritz Waldner (1872–1931)[20]
- Adolf Waldner (SPD)
- Walter Wachter (1924–2013), (CDU)
- Werner Gebele (* 1948), Bürgermeister vom 15. Mai 1975 bis 14. Mai 2015 (FWV)

### Wappen
| Wappen der Gemeinde Langenenslingen | Blasonierung: „In geteiltem Schild oben in Rot auf grünem Dreiberg drei goldene (gelbe) Rehfüße, unten in Gold (Gelb) drei rote Hirschstangen übereinander.“ |
| Wappen der Gemeinde Langenenslingen | Wappenbegründung: Die obere Schildhälfte zeigt das Wappen des Ortsadels der Herren von Enslingen, während die untere das Hirschstangen-Wappen der Grafen von Veringen aufweist. Die letzteren spielten in der Geschichte der meisten Ortsteile eine Rolle. Das Wappen wurde vom Innenministerium Württemberg-Hohenzollern am 28. Januar 1949 verliehen. |

Wappen der ehemals eigenständigen Gemeinden

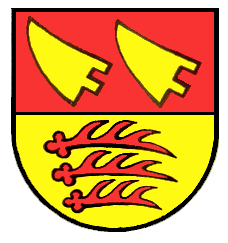
Billafingen
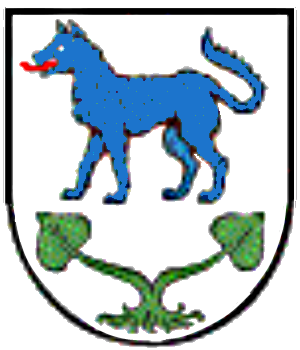
Wilfingen

### Gemeindepartnerschaft
Seit 1997 besteht eine Partnerschaft mit der polnischen Gemeinde Brzesko.

## Bildungseinrichtungen
Langenenslingen verfügt über eine eigene Grundschule.

## Kultur und Sehenswürdigkeiten
Die Gemeinde liegt an der Oberschwäbischen Barockstraße.

### Museen

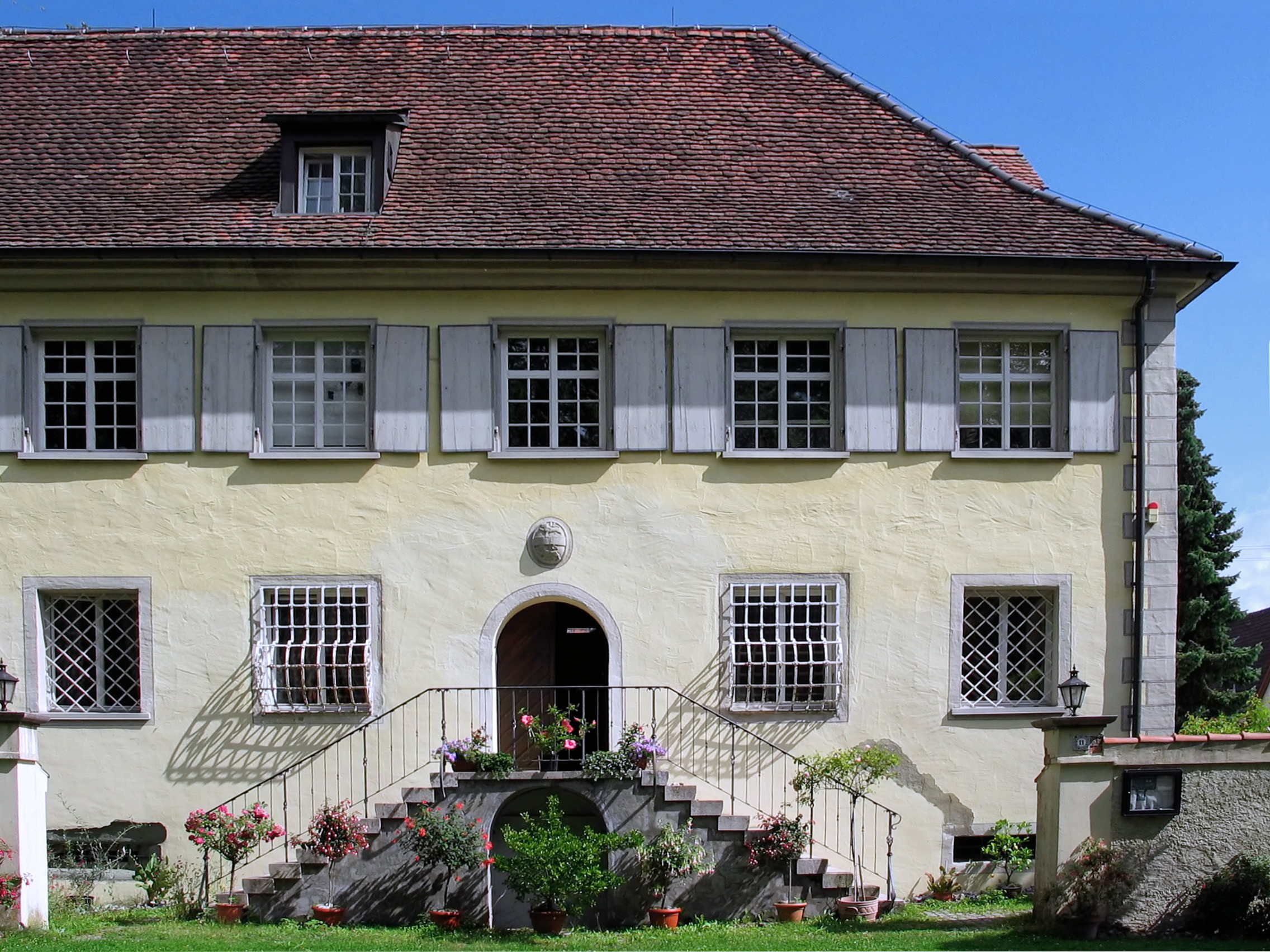
Forsthaus (Ernst Jüngers Wohnhaus) in Wilflingen

Im Stauffenbergschen Forsthaus in Wilflingen, einem Barockbau von 1728, lebte von 1950 bis zu seinem Tod 1998 der Schriftsteller Ernst Jünger. Durch ihn erhielt der Ort wiederholt den Besuch angesehener Persönlichkeiten aus Politik und Kultur. So kamen die Bundespräsidenten Theodor Heuss und Roman Herzog, der französische Staatspräsident François Mitterrand, Bundeskanzler Helmut Kohl sowie die Dichter Jorge Luis Borges und Heiner Müller zu Jünger nach Wilflingen. 1999 wurde das Wohnhaus von der Ernst-Jünger-Stiftung in Verbindung mit der Arbeitsstelle für literarische Museen, Archive und Gedenkstätten in Baden-Württemberg in Marbach am Neckar als Museum und Gedenkstätte eingerichtet. Es befindet sich aber weiterhin im Besitz der Freiherrn von Stauffenberg.

Das Schloss Wilflingen
Besitzer von Schloss Wilflingen sind seit 1464 die Schenken von Stauffenberg. Fürstbischof Johann Franz Schenk von Stauffenberg baute es 1710 zum Jagdschloss um, wobei die heutige Einrichtung der Zimmer mit gusseisernen Öfen und Stuckdecken und das äußere Erscheinungsbild des Hauses entstanden. Der Reichstagsvizepräsident Franz August Schenk von Stauffenberg und sein Sohn, der Reichstagsabgeordnete und Gründer der OEW Franz Schenk Freiherr von Stauffenberg begründeten eine Privatbibliothek, die heute ca. 30.000 Bände umfasst.
Im Zweiten Weltkrieg diente das Schloss als fürstliches Exil und Wohnstätte der zurückgetretenen Minister der Vichy-Regierung. Zahlreiche literarische Begegnungen fanden dort statt.

### Bauwerke

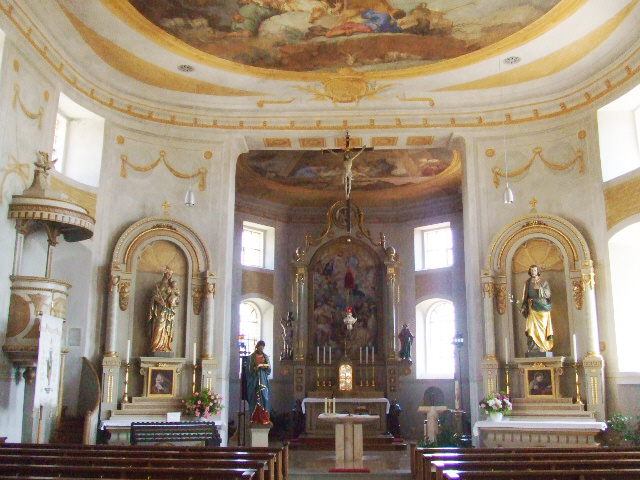
Inneres der Pfarrkirche St. Jakob in Dürrenwaldstetten

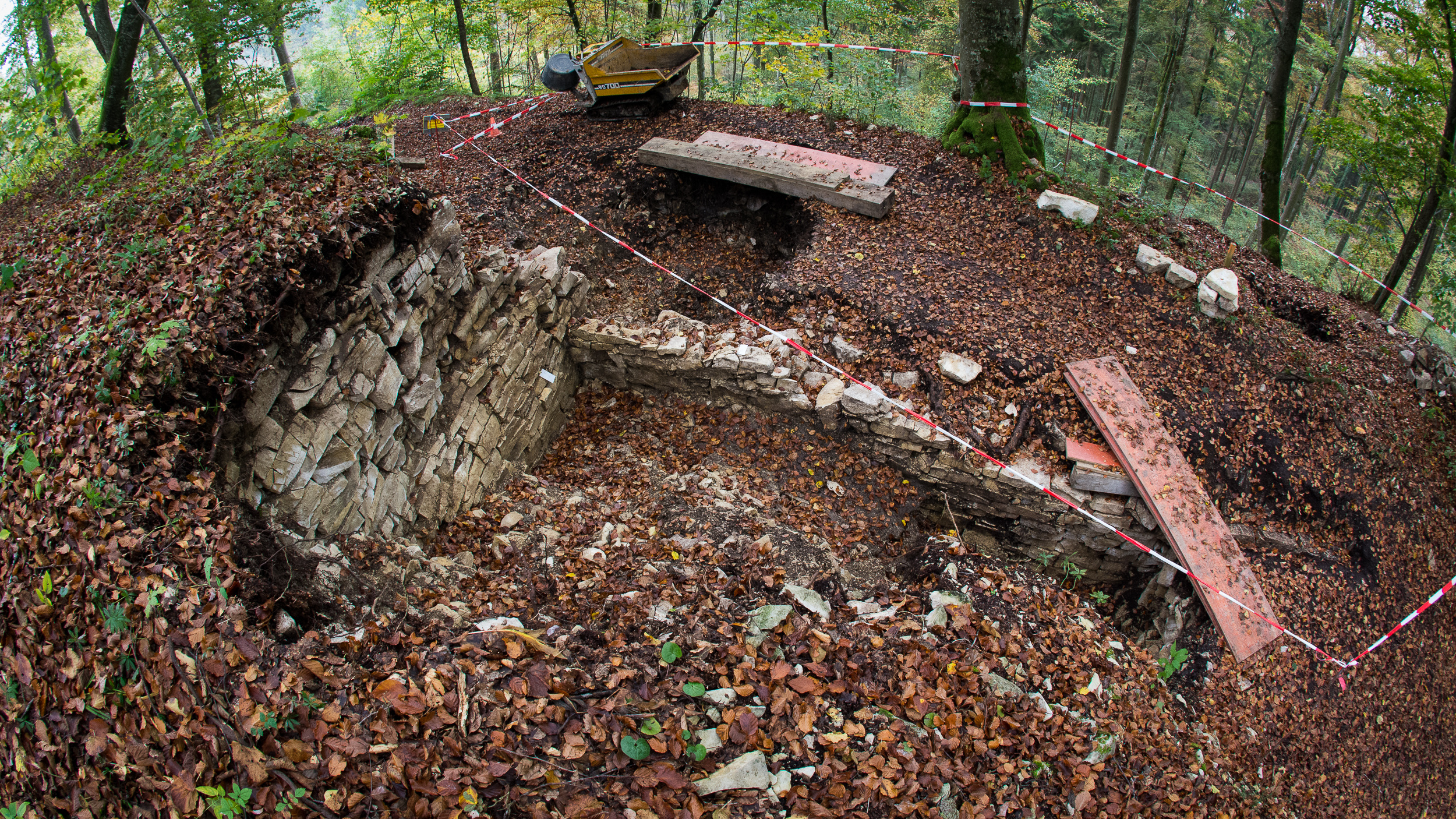
Die 2015 entdeckte Mauer in der Alten Burg ist die größte keltische Mauer nördlich der Alpen

- Pfarrkirche St. Jakob (St. Jacobus Maior) in Dürrenwaldstetten, barocke Kirche von 1781/1782 mit Fresken von Januarius Zick
- Die Kirche St. Mauritius in Langenenslingen, wurde erstmals im Jahre 1266 erwähnt, 1736/36 vergrößert und umgebaut. 1751 wurde der Innenraum strukturiert und ausgemalt. Die 1840 von dem Ennetacher Orgelbauer Vitus Klingler gebaute Orgel ist im Kern erhalten.

- Die Kirche St. Konrad in Langenenslingen, wurde zwischen 1889 und 1893 erbaut.
- Die Kapelle Maria Zuflucht auf dem Eichberg bei Langenenslingen wurde von Kriegsheimkehrern 1947/48 als Gebets- und Erinnerungsstätte an die Gefallenen und Vermissten des Zweiten Weltkriegs erbaut.
- Rathaus Langenenslingen (ehemaliges Jagdschloss der Fürsten von Hohenzollern-Sigmaringen), 1576 bis 1578 errichtet,  1630 erweitert, 1633 von den Schweden im Dreißigjährigen Krieg zerstört, danach wiederaufgebaut, im 18. Jh. hohenzollernscher Witwensitz, 1960 verändert, 2001 bis 2003 Generalsanierung durch das ortsansässige Architekturbüro Vogel, dabei wurden das historische Gebäude von neuzeitlichen An- und Einbauten befreit und das ursprüngliche Erscheinungsbild weitgehend wiederhergestellt, im Dachgeschoss wurde ein großer Bürgersaal eingebaut. Am Gebäude ein auf 1719 datierter Wappenstein mit Ehewappen für Meinrad II. Fürst von Hohenzollern-Sigmaringen (1689–1715) und seine Frau Johanna Katharina Gräfin von Montfort-Tettnang (1678–1759), die zu dem Zeitpunkt die Vormundschaftsregierung für ihren noch minderjährigen Sohn führte.
- Die Alte Burg, eine keltische Höhensiedlung, ist wohl eine Außensiedlung der Heuneburg die zwischen dem siebten und fünften Jahrhundert vor Christus errichtet wurde.

## Persönlichkeiten

### Ehrenbürger
- Ernst Jünger (1895–1998), Schriftsteller, Ehrenbürger der ehemaligen Gemeinde Wilflingen.[22]
- Jaroslav Kuboec (1918–1997), Monsignore/Pfarrer, Ehrenbürger der ehemaligen Gemeinde Dürrenwaldstetten.[22]
- Walter Wachter (1921–2012), Bürgermeister von Langenenslingen von 1960 bis 1975, Vorsitzender des Blasmusikverbandes Baden-Württemberg
- Wilfried Steuer (* 1933), Politiker (CDU), Landrat von Saulgau und nach der Kreisreform von Biberach, danach Vorstandsvorsitzender der EnBW
- Werner Gebele (* 1947), Bürgermeister von Langenenslingen von 1975 bis 2015

### Söhne und Töchter der Gemeinde
- Michael Helding (1506–1561), katholischer Bischof, Gelehrter, Schriftsteller und Humanist
- Bonaventura von Andelfingen (vor 1762), Mönch und Maler
- Leopold Herder (1808–1868), geboren in Friedingen, württembergischer Oberamtmann
- Johann Evangelist Götz (1815–1893), Bierbrauer[23] (gründete 1845 die Okocim-Brauerei in Galizien, im heutigen Polen)
- Michael Lehmann wurde am 5. Februar 1827 in Langenenslingen geboren, er starb 1903 in Hechingen. Lehmann war ein Pädagoge, Schriftsteller und Komponist sowie Orgelspieler.
- Benedikt Sauter (1835–1908), Benediktiner in Beuron, 1. Abt von Emaus/Prag (1885–1908)
- August Pollich (1865–1940), württembergischer Landtagsabgeordneter, geboren in Wilflingen
- Hugo Koch (1869–1940), katholischer Theologe und Kirchenhistoriker, geboren in Andelfingen
- Fidelis Böhler (1887–1954), Autokonstrukteur, geboren in Friedingen
- Adalbert Neuburger (1903–1968), in Egelfingen geborener und bestatteter Pädagoge und Hochschullehrer
- Marcel Hepp (1936–1970), führender Funktionär der CSU, enger Mitarbeiter von Franz Josef Strauß und Herausgeber des Bayernkuriers
- Robert Hepp (* 1938), Soziologe und rechtsextremer Autor; gilt als Vertreter der Neuen Rechten

### Weitere Persönlichkeiten
- Ernst Jünger lebte von 1950 bis 1998 im Stauffenbergschen Forsthaus im Ortsteil Wilflingen. Er war neben vielen Auszeichnungen Ehrenbürger von Langenenslingen, noch verliehen vom Ortsteil Wilflingen als dieser noch selbständige Gemeinde war.
- Die Eltern von Kardinal Karl Lehmann stammen aus Langenenslingen.
- Bundestagsabgeordneter Robin Mesarosch wuchs in Langenenslingen auf.
- Joschka Fischers Vorfahren väterlicherseits stammen mit großer Wahrscheinlichkeit aus Friedingen.[24]